# Knud W. Jensen
Knud John Peter Wadum Jensen (* 7. Dezember 1916 in Frederiksberg, Dänemark; † 12. Dezember 2000 in Humlebæk, Dänemark) war ein dänischer Kunstsammler, Museumsdirektor und Geschäftsmann. Er ist vor allem bekannt als Gründer und jahrzehntelanger Leiter des Louisiana Museum of Modern Art.

## Leben

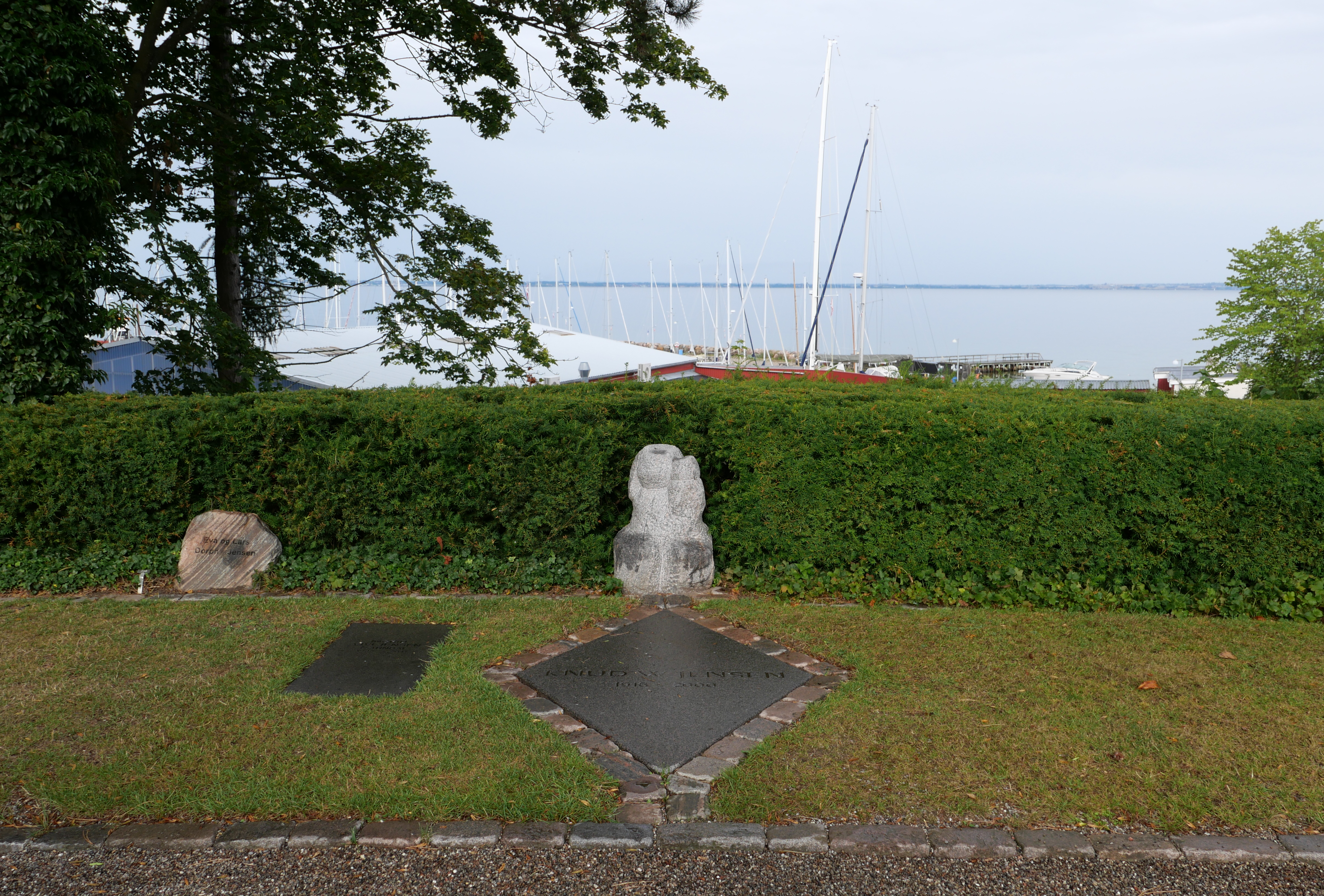
Die Gräber von Jensen (1916–2000) und seiner zweiten Frau Ingrid Vivi, geb. Arndal (1923–2011), auf dem Friedhof von Humlebæk

Jensen stammte aus wohlhabenden, gebildeten Verhältnissen und interessierte sich bereits in jungen Jahr für Literatur, später war er jahrzehntelang mit Tania Blixen befreundet. Um sich in Sprachen und Handel weiterzubilden, hielt er sich zwischen 1936 und 1938 in Deutschland, der Schweiz, Frankreich, Belgien und Großbritannien auf, kurzzeitig studierte er in Lausanne Kunstgeschichte. 1939 trat er in die Firma seines Vaters „Ost en gros“ ein.
Vor und während des Zweiten Weltkriegs gehörte Jensen zur Gruppe „Ringen“ („Ring“) junger Dänen, die mit deutscher Kultur und Literatur und dem Nationalsozialismus sympathisierte.
Nach dem Tod des Vaters 1944 übernahm er das Unternehmen, Dänemarks größten Exporteur für Käse und Molkereiprodukte, und verkaufte es nach einem Übernahmeangebot 1956 an Kraft Foods.
1945 gründete Jensen gemeinsam mit Ole Wivel den Wivel-Verlag.
1948 gehörte Jensen zu den Mitbegründern der Literaturzeitschrift Heretica.
1952 erwarb er die Aktienmehrheit des traditionsreichen Gyldendag-Verlags. 1956 gründete er die Louisiana-Stiftung zum Betrieb des gleichnamigen Museums und 1966 eine zweite Stiftung („Museumsstiftung“), um Ankäufe des Museums zu ermöglichen.
1984 wurde Jensen Ehrendoktor der Universität Lund. Am 9. Dezember 1986 erhielt er die dänische Verdienstmedaille Ingenio et arti.

## Louisiana Museum of Modern Art

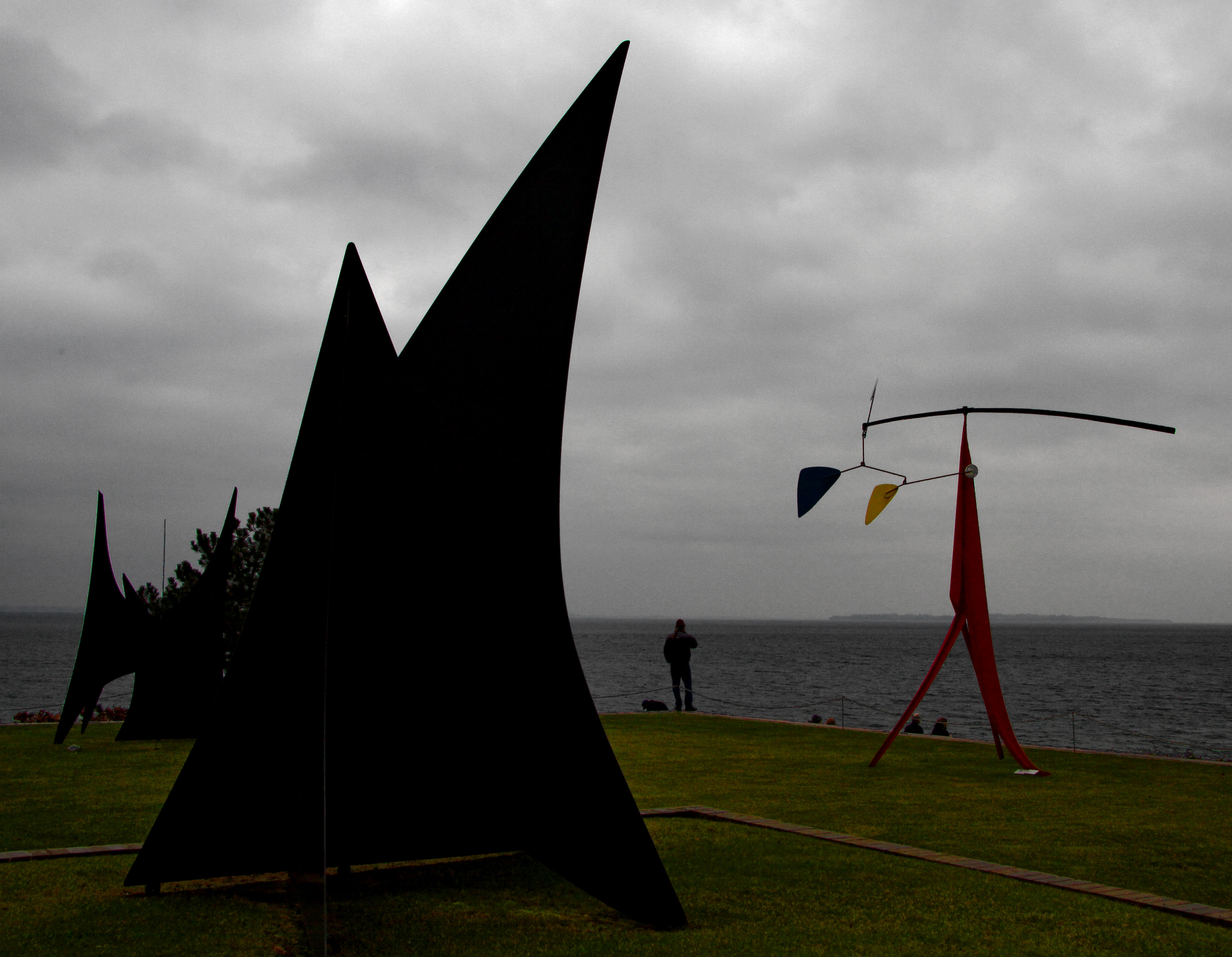
Gartenanlage des Louisiana Museum of Modern Art mit Werken von Alexander Calder

Jensen war Gründer des 1958 in Humlebæk (zwischen Kopenhagen und Helsingör) eröffneten Louisiana Museum of Modern Art („Louisiana“), welches er bis 1993 leitete und für dessen sehr erfolgreiches Museumskonzept er verantwortlich war.
So kombiniert das Museum die Landschaft seiner Lage direkt am Meer mit Architektur (historische Sommervilla und moderne in die Landschaft eingebettete Museumsbauten) und moderner Kunst, u. a. in Form von großen Skulpturen in dem Museum umgebenden Park.
Das Louisiana-Gelände war ein historisches Anwesen. Für den Bau des Kunstmuseums beauftragte Jensen die beiden Architekten Vilhelm Wohlert und Jørgen Bo, Baubeginn war im Sommer 1957. Das ursprüngliche kuratorische Programm von Louisiana lag auf moderner dänischer Kunst. Aber bald nach der Eröffnung der Museums am 14. August 1958 änderte Jensen, unter Eindruck der von Arnold Bode organisierten documenta II in Kassel 1959, die Ausrichtung hin zu internationaler westlicher Kunst (Europa und Nordamerika). Auch wurden große Ausstellungen zu archäologischen Themen, etwa Ägyptens und Mexikos, gezeigt.
Bereits in den 1960er Jahren erlangte Louisiana internationale Berühmtheit als Museum und Ausstellungsstätte für zeitgenössische Kunst, in dessen Konzeption das Erlebnis von Kunst durch den Betrachter eine zentrale Rolle spielt. Hierfür arbeitete Jensen direkt mit Künstlern zusammen, deren Werke die Sammlung und das Erscheinungsbild von Louisiana bis heute prägen, insbesondere Alexander Calder, Henry Moore und Alberto Giacometti.